# Félix Ulloa
Félix Ulloa, né le 6 avril 1951 à Chinameca, est un homme politique et avocat salvadorien. Il est vice-président de la république du Salvador depuis le 1er juin 2019 sous la présidence de Nayib Bukele. 

## Biographie
Félix Ulloa est né le 6 avril 1951 à Chinameca, une ville du département de San Miguel, fils de l'ingénieur Félix Ulloa et de l'institutrice Margarita Garay. Son père est connu comme le « recteur martyr de l'université du Salvador », après avoir perdu la vie dans une attaque perpétrée par des groupes paramilitaires en 1980. 

## Études
Ulloa obtient en 1979 son diplôme en droit de l'université complutense de Madrid en Espagne et son doctorat en droit avec distinction cum laude. Il complète des études de troisième cycle en politiques publiques et en administration publique à l'Institut international d'administration publique (aujourd'hui l'Institut national du service public) à Paris, en France, et à l'Institut Hubert H. Humphrey des affaires publiques de l'université du Minnesota aux États-Unis. Il est également titulaire d'un diplôme de troisième cycle en banque et finance de l'université technologique du Salvador (UTEC). 
En tant qu'avocat, il a été membre de l'Aide juridique de l'Externat de San José, dirigeant du Syndicat des travailleurs de l'Institut salvadorien de sécurité sociale et plus tard de l'Union nationale des travailleurs salvadoriens. Cette carrière lui a permis d'être un défenseur reconnu des droits de l'homme pendant la guerre civile salvadorienne. 
Il crée, durant cette même période, avec d'autres jeunes avocats, l'Institut d'études juridiques du Salvador, dont il est président à plusieurs reprises et à partir duquel il promeut la construction de l'État de droit, pour la défense de libertés démocratiques et de la justice sociale. 
Il travaille également comme professeur de sciences politiques et au doctorat en sciences sociales à l'Université du Salvador et enseigne diverses matières de droit à l'université centraméricaine José Simeón Cañas. Au niveau international, il est professeur invité pendant plusieurs années à l'École espagnole du Middlebury College du Vermont, aux États-Unis, et conférencier invité dans plusieurs universités des États-Unis, du Canada et du Mexique, notamment. 

## Vie politique
Après la guerre civile, Ulloa est élu magistrat du premier Tribunal électoral suprême du Salvador. Il rejoint également le Conseil de surveillance des partis politiques de 1993 à 1994 ainsi que la sous-commission spéciale de la CO-PAZ. Il est également rédacteur du Code électoral d'après-guerre de 1992 à 1993. De même, il fait partie de la commission politique du Mouvement national révolutionnaire (MNR), un parti affilié à l'Internationale socialiste dont son père était le fondateur.

## Vice-président de la République
En vue des élections générales de 2019, il est candidat à la vice-présidence en tant que colistier de Nayib Bukele pour la Grande alliance pour l'unité nationale (GANA) soutenue par le parti Nouvelles idées. Bukele et Ulloa remportent les élections du 3 février 2019 et sont élus pour une durée de cinq ans, Ulloa devenant vice-président de la République. 

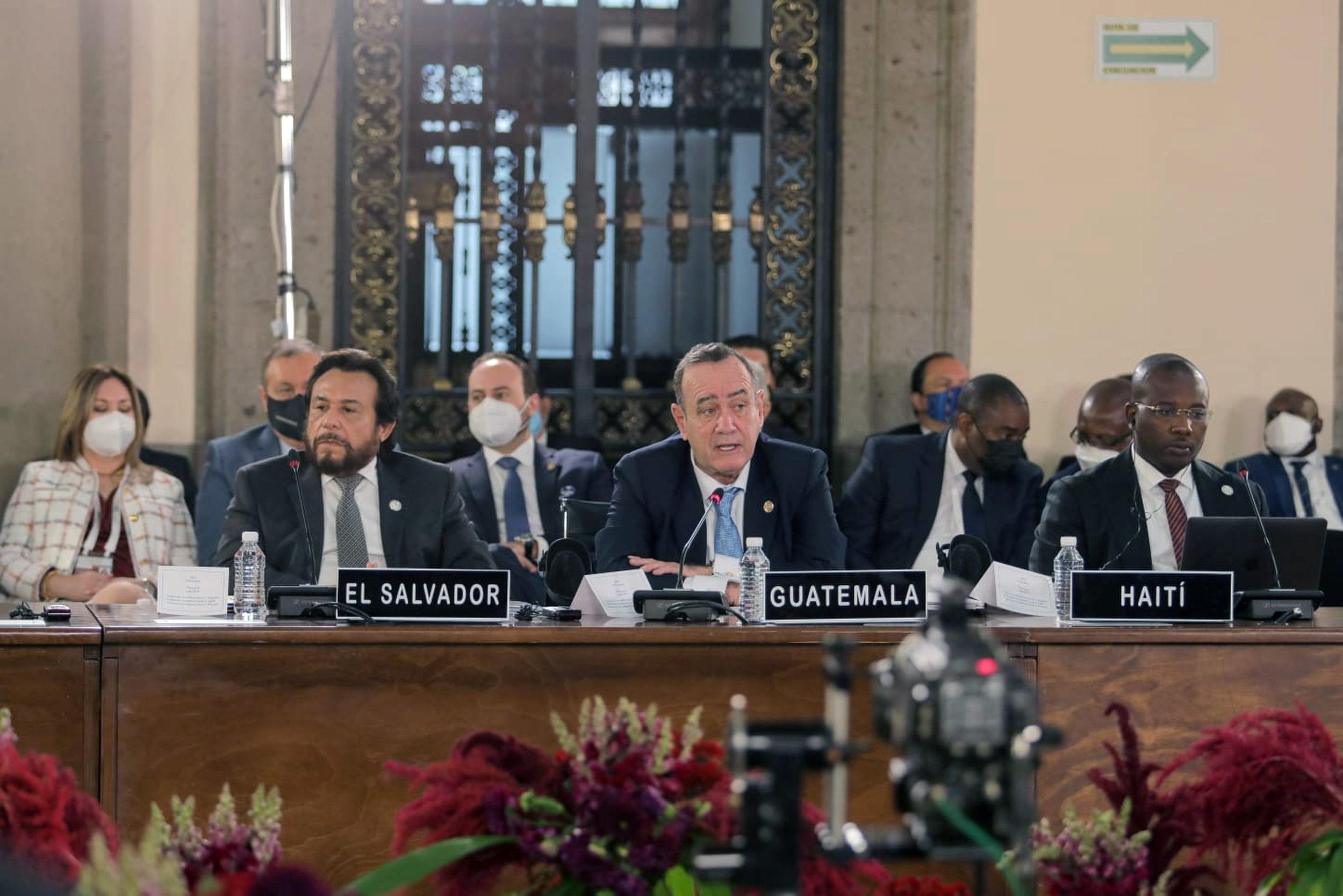
Ulloa participe au VIe Sommet de la Communauté des États latino-américains et caraïbes (CELAC).

Le président Nayib Bukele a nommé Ulloa pour diriger le plan Trifinio, un traité trinational qui engage les vice-présidents du Guatemala, du Honduras et du Salvador à améliorer les conditions de vie des communautés frontalières et à développer un processus de gestion de l'environnement et du territoire de la région où se situe le tripoint entre les pays.
Face à la vague de critiques contre le président Nayib Bukele, lors d'un entretien à France 24, Ulloa qualifie l'opinion internationale de « Bukelemania ». 

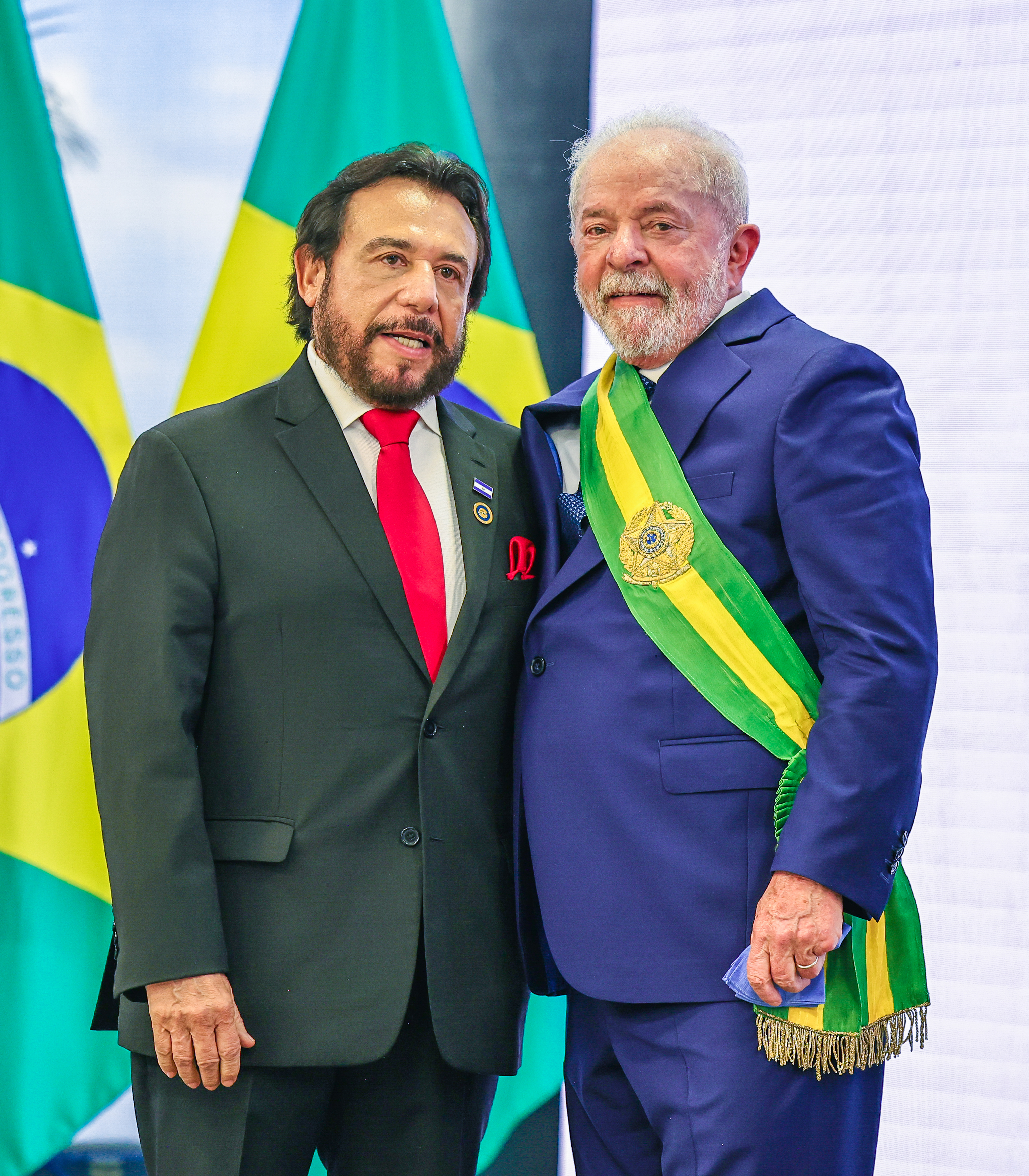
Ulloa et Lula da Silva lors d'une cérémonie présidentielle.

Au cours de son mandat, Ulloa effectue plusieurs visites officielles dans d'autres États et reçoit des dirigeants d'autres pays, tels que le président du Brésil Lula da Silva, le Premier ministre d'Haïti Ariel Henry et le président de l'Uruguay Luis Lacalle Pou. Il représente également le Salvador au couronnement de Charles III et de Camilla le 6 mai 2023. 
Par décrets exécutifs, le président Nayib Bukele confie au vice-président Ulloa les cinq axes de travail suivants : le Conseil national pour le développement durable, le projet de réforme constitutionnelle, le Plan Trifinio, l'Intégration centraméricaine et l'École supérieure d'innovation en administration publique. 
Le 30 novembre 2023, il est suspendu de ses prérogatives de vice-président, tout comme le président, afin de pouvoir se représenter à l'élection présidentielle de 2024. Le 4 février 2024, il est réélu vice-président et reprend ses fonctions le 1er juin suivant auprès du président Bukele.

## Vie personnelle
Il est marié à la psychologue Lilian Alvarenga depuis 1973 et a trois enfants. 

## Publications
Félix Ulloa a publié des articles académiques aux États-Unis, au Mexique, en Espagne, en France, au Chili, à Haïti, en République dominicaine et dans tous les pays d'Amérique centrale, et ce, en plusieurs langues. Parmi eux figurent :
- - « El dinero y la democracia; Política, estado y sociedad » ;
  - « Pensamiento democrático » ;
  - « El rol de los partidos políticos en la institucionalidad centroamericana » ;
  - « El sistema electoral salvadoreño, 25 años después de la Firma de los Acuerdos de Paz » ;
  - « La utopía continúa » ;
  - « Haití: 200 years of Elections and Constitutions » ;
  - « La crise de la démocratie représentative » ;
  - « Le système électoral des États-Unis »[réf. nécessaire].